# Геркулес (пароход, 1832)
«Геркулес» — колёсный пароход Балтийского флота Российской империи, первый в мире пароход с удачной паровой машиной без балансира.

## Описание парохода
Колёсный пароход водоизмещением 823 тонны. Длина парохода составляла 53,34 метра, ширина без обшивки — 9,75 метра, осадка — 5,18 метра. На пароходе были установлены две паровые машины мощностью по 100 номинальных л. с. каждая. На испытаниях в сентябре 1832 года скорость судна составила 7,75—8,25 узла. Вооружение парохода в разное время состояло от 22 до 24 орудий. После тимберовки 1843 года длина парохода составила 58,52 метра, а мощность паровой машины 200 номинальных л. с.

## История постройки

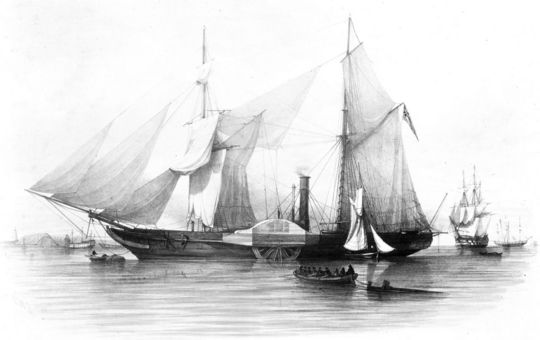
HMS «Gorgon» 1837 года.

В 1832 году впервые в России на заводе была построена паровая машина с кривошипно-шатунным механизмом для военного парохода «Геркулес». Это была первая в мире удачная для пароходов паровая машина без балансира.
Англичане дважды, в 1822 и 1826 годах, делали попытку изготовить такие машины для своих пароходов, но они оказались неудачными и их пришлось заменить обычными балансирными машинами. Лишь на пароходе «Горгон» (англ. «Gorgon»), спущенном на воду в 1837 году, удалось установить машину прямого действия (без балансира), которая стала работать нормально.

## История службы
Пароход «Геркулес» был заложен на Охтенской верфи в Санкт-Петербурге 31 декабря 1830 (12 января 1831) года и после спуска на воду 8 (20) августа 1831 года вошёл в состав Балтийского флота России. Строительство вёл английский кораблестроитель на русской службе полковник В. Ф. Стокке.
В сентябре 1832 года принимал участие в испытаниях, на которых показал скорость 7,75—8,25 узла. 
В 1838 году буксируя люгер «Ораниенбаум» сопровождал императора Николая I в Стокгольм.
В 1843 году подвергся тимберовке в Кронштадте с увеличением длины и переоборудованием в пароходофрегат. Работы по переоборудованию были закончены 4 (16) октября 1843 года и пароходофрегат выведен из дока.
В 1854 году пароходофрегат «Геркулес» был исключен из списков судов флота и разобран в Кронштадте. По другим данным был продан на слом.

### Комментарии
1. ↑  По другим данным безбалансирная паровая машина 240 номинальных лошадиных сил[1].